# Tylicz (gmina)
Tylicz (od 1976 Krynica) – dawna gmina wiejska istniejąca w latach 1934–1954 i 1973–1976 w woj. krakowskim i woj. nowosądeckim (dzisiejsze woj. małopolskie). Nazwa gminy pochodzi od miejscowości Tylicz, jednakże siedzibą władz gminy była Krynica, która stanowiła odrębną gminę miejską.
Gmina zbiorowa Tylicz została utworzona 1 sierpnia 1934 roku w powiecie nowosądeckim w woj. krakowskim z dotychczasowych jednostkowych gmin wiejskich: Berest, Czyrna, Mochnaczka Niżna, Mochnaczka Wyżna, Muszynka, Piorunka, Polany i Tylicz. Według stanu z 1 lipca 1952 roku gmina Tylicz składała się z 8 gromad: Berest, Czyrna, Mochnaczka Niżna, Mochnaczka Wyżna, Muszynka, Piorunka, Polany i Tylicz. Jednostka została zniesiona 29 września 1954 roku wraz z reformą wprowadzającą gromady w miejsce gmin. 
Gminę Tylicz reaktywowano w dniu 1 stycznia 1973 roku w tymże powiecie i województwie. 1 czerwca 1975 roku gmina znalazła się w nowo utworzonym woj. nowosądeckim. 15 stycznia 1976 roku zmieniono nazwę gminy na gmina Krynica (od 1 stycznia 2002 roku nazwa gmina Krynica-Zdrój).